# Mohenjo Daro
Mohenjo Daro povijesni je grad na donjem toku Inda u današnjem Pakistanu, koji je u razdoblju od 2600. pr. Kr. do 1800. pr. Kr. bio dio indske kulture. Kasnije je pao u zaborav da bi ga tek 1922. (neki izvori navode 1924.) ponovo otkrili britansko-indijski arheolozi. Mohenjo Daro je bolje očuvan od par godina ranije otkrivenog grada Harappa po kojem se Indska kultura naziva i Harappska kultura.
Pretpostavlja se, da je Mohenjo Daru bio središte Harappske ili Indske kulture, jedne od tri rane visoko razvijene kulture čovječanstva u 3. tisućljeću pr. Kr. Ime na suvremenom Sindhi jeziku znači "Brežuljak mrtvih". Danas je Mohenjo Daro, kao najveći očuvani grad iz brončanog doba uvršten na UNESCO-ov Popis mjesta svjetske baštine u Aziji i Oceaniji.
Brežuljak se u ravnici vidi već izdaleka. Najviša je utvrda zapadno od donjeg grada, uzdiže se i do 15 metara. Prizor je prije 4500 godina morao biti još puno upečatljiviji, jer je Ind svojim nanosima u tom vremenu podigao razinu ravnice za 7 metara.

## Nastanak i vrhunac
Harappa ili Indska kultura razvila se iz ranijih kultura oko centara kao Amri i Kot Diji. Plodna ravnica Inda u tom je području široka oko 100 km. Svoj vrhunac dosegla je u vrijeme oko 2500. pr. Kr. i u to vrijeme imala je oko 30.000 do 40.000 stalnih stanovnika, a kad bi Ind nabujao, stršila je ta metropola iz poplavljenog područja rijeke poput umjetnog otoka i pružala krov nad glavom za otprilike 100.000 ljudi. Bila je veća i udobnija od prijestolnica Egipćana i Sumerana i imala je u to vrijeme jedinstven vodoopskrbni sustav, sa sjedećim zahodima i odvodnim kanalom u svakoj kući. To je bilo moguće zahvaljujući kratkom, ali vrlo intenzivnom inovacijskom uzletu koji se sastojao uglavnom u novom načinu korištenja Inda, s jedne strane u poljoprivredi, a s druge kao cjelogodišnji prijevozni put. Kako u vrijeme poplava od srpnja do listopada nije uvijek bilo moguće kopnenim putem stići do nizvodnih dijelova doline Inda, to je imalo odlučujuće značenje.
Pored toga, u to vrijeme razvila se društvena struktura koja je omogućila skok od raspršenih seoskih naselja ka političko-gospodarskom sustavu s gradskim obilježjima.
Sljedeće što je značajno doprinijelo ovom novom obliku razvoja je i nastanak Indskog pisma. Nalazi se pretežno na malim pločicama (pečati) od masnika (steatit). Ovo pismo još nije dešifrirano.
Opeke današnjih mjera (oko 6x13x23 cm) bile su standard ove kulture. Od njih su izrađeni gotovo svi dijelovi zgrada, ali i sva infrastruktura, snabdijevanje vodom, bunari kao i kanali za odvodnju.

## Spoznaje i pretpostavke
S jedne strane, Mohenjo Daro najveći je još očuvan povijesni grad iz brončanog doba, pa se samim tim mnoge spoznaje mogu smatrati sigurnim. S druge strane postoje mnoge pretpostavke i naslućivanja još od vremena njegovog ponovnog otkrivanja. Tako se na primjer smatra da je jedna ogromna zgrada koja je bila oko 60x27 metara, služila kao skladište za žitarice, no to se ne može nikako smatrati izvjesnom činjenicom. Pretpostavlja se, da je zgrada u vrijeme kad je sagrađena imala ogromno drveno nadgrađe. Tu je pronađeno i Veliko kupalište, u zemlju ukopano korito skromnih dimenzija 60x30 metara, koje je vjerojatno prvi bazen u povijesti. Zbog te dvije građevine se vjeruje kako je taj "Gornji grad" bio centar uprave grada, a možda i cijelog područja. U unutrašnjem dvorištu nalazi se bazen 7x12 metara, koji je upušten u tlo oko 2 metra. Pretpostavlja se, da je imao ritualnu namjenu. No, kao niti drugi nalazi u Mohenjo Daru, niti to nije uopće izvjesno. Tu je pronađen unikat 17 cm visok kipić koji smatra se kraljem-svećenikom (plasika).
S druge strane, u cijelom gradu nisu nađeni tragovi (za razliku od kultura u Mezopotamiji i uz Nil) arhitekture svjetovnih niti duhovnih vladara. Odnosno, ništa takvog se nije moglo potvrditi dovoljno utemeljenim indicijama i činjenicama. No upravo je to, misli Michael Jansen, profesor povijesti urbanizma u Aachenu i German University of Technology u Omanu te savjetnik UNESCO-a za svjetsku kulturnu baštinu, senzacionalno u tom gradu: iako su morali biti vrlo bogati, stanovnici su se odrekli monumentalne arhitekture. Nema palača, nema hramova. Zaštitni je znak Mohenja Dara izostanak bilo kakva graditeljskog samoveličanja.
Za razliku od navedenih nepoznanica i neizvjesnosti, pouzdano je utvrđeno, da je naselje građeno prema principu pravokutne mreže, kao nakupina jednakih kuća s pravokutno postavljenim zidovima, te da su zgrade imale više katova i da su imali za to vrijeme potpuno jedinstven sustav kanalizacije, uređaje za dovod vode, uređaje za grijanje, itd.

## Vanjske poveznice
- Art of the First Cities: Mohenjo Daro – Izložba u Metropolitan Museum of Artu
- Fotografije iz Mohenjo Daroa